# 威廉斯堡 (布魯克林)
40°42.8′N 73°57.2′W / 40.7133°N 73.9533°W

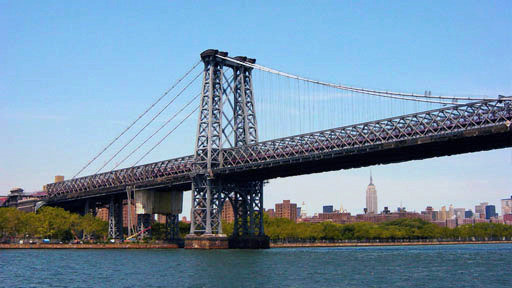
連接布魯克林和曼哈頓下東城的威廉斯堡大橋

威廉斯堡（Williamsburg）是美國紐約市布魯克林中的一個區域，北側鄰近綠點（Greenpoint），南邊與貝德福德-斯圖佛遜（Bedford–Stuyvesant）相鄰，東側則與布希維克（Bushwick）和皇后區瑞吉伍德（Ridgewood）相接，西側則緊臨著東河。
許多人種族群在威廉斯堡都有屬於自己的聚集地，包括義大利人、波多黎各人和多明尼加人。同時這裡也是獨立搖滾、Hipster文化和时髦藝術社群的交流中心与朝圣地。近些年，不停增长的人口和快速發展的住房與商業空間重新定義了威廉斯堡，吸引了以前不屬於這個區域的富裕族群。
威廉斯堡原名為Bushwick Shore, 始建於1661年。至140年後, 為紀念一個著名的工兵 Colonel Jonathan Williams, 該地被重新命名為Williamsburgh。但第一任市長上任後將「h」去掉，成為如今的Williamsburg。

## 外部連結
- FREEwilliamsburg.com （页面存档备份，存于） - 關於威廉斯堡的部落格和文化指南
- Williamsburg Health Study - 紐約市健康局的區域資料
- Official Overview of Greenpoint-Williamsburg Rezoning（威廉斯堡-綠點重新分區概要）- 紐約市都市計劃部
- Visual-Archaeology - 威廉斯堡的歷史性工業建築照片記錄
- The Breukelen （页面存档备份，存于） - 威廉斯堡地區餐廳、酒吧和咖啡廳的地點和評論
- Williamsburg: Up-close and personal experience （页面存档备份，存于）